# Tachytrechus fuscipennis
Tachytrechus fuscipennis är en tvåvingeart som först beskrevs av Van Duzee 1931.  Tachytrechus fuscipennis ingår i släktet Tachytrechus och familjen styltflugor. Inga underarter finns listade i Catalogue of Life.